# Alexz Johnson
Alexzandra Spencer Johnson (New Westminster, 4 de novembro de 1986) é uma cantora, compositora, atriz, ex-modelo, produtora musical e filantropa canadense. Ficou conhecida do grande público através de sua interpretação, que lhe rendeu um Gemini Award em 2008, da personagem Jude Harrison na série de televisão Instant Star, e por suas músicas lançadas nas quatro trilhas sonoras da série. Ela foi nomeada três vezes a um Gemini Award, chegando a ganhar um em outubro de 2008. Ela também ficou conhecida por interpretar a gótica Erin Ulmer no filme Premonição 3. No seriado Sinistro, e pelo personagem Saturnia em Smallville.

## Biografia
Alexzandra Spencer Johnson é a sexta numa família de dez filhos. Um de seus irmãos também é ator, e seu irmão Brendan é um produtor musical que veio a trabalhar com Johnson diversas vezes durante sua carreira.
Com três anos de idade, Alexz frequentemente cantava para sua extensa família. Já com sete anos, ela começou a receber treinamento vocal, participando de festivais juntamente com seu coral jovem, e fazendo performances solo em escolas e festas comunitárias. Ela participou de diversos concursos de talentos e festivais, e venceu o “National Anthem Contest” com apenas 11 anos de idade, com a sua versão do início sendo ouvida em rede nacional de televisão. Isso resultou em diversas entrevistas de rádio e televisão, assim como interesses de agentes. Neste ano, ela também foi escolhida como a “Melhor Cantora do Hino Nacional Canadense” pela Vancouver Sun.
Localmente, ela era conhecida como a  “Celine Dion da Costa Oeste” e cantou o Hino Nacional nos jogos para os times Vancouver Canucks (NHL hockey) e Vancouver Grizzlies (NBA basketball). Ela cantou também em eventos de caridade e feiras perto da província (de Vancouver), e também nos Jogos de Verão de B.C. Ela fez a abertura do show Variety Club cantando um dueto com Bob McGrath, e também cantou o primeiro set de músicas na Molson Indy (Uma corrida de Carros), e cantou também na virada do ano no Planet Hollywood com 12 anos de idade.

## Carreira musical

### Inicio de carreira
Johnson começou a receber treinamento vocal aos 6 anos, e teve um treinamento vocal clássico (incluindo ópera) por pelo menos 8 anos, muito desse treinamento através do professor Joseph Shore, um aclamado barítono e educador musical da área de Vancouver. Ela dizia possuir um alcance vocal de quatro-oitavos.
Ela também mostrava interesse em composição musicais, e co-escreveu uma música para a série "Sinistro". Após o cancelamento da série, ela prosseguiu com seu interesse por composições, co-escrevendo músicas com seu irmão Brendan. Em 2002, após ter tidos algumas experiências com interpretação, Johnson focou em sua carreira musical. Tendo ofertas de contratos feitas por muitas gravadoras, mas ela recusou, esperando por mais controle criativo e poder participar da composição musical.
Johnson começou a escrever músicas quando era criança (disse Alexz em 2009 em uma entrevista concedida a Amanda Mack), mas ela dizia ter problemas em escrever músicas alegres. "Eu sempre observava o mundo enquanto criança. Estava no meio de dez crianças, eu tinha muitos irmãos mais velhos, por isso era uma observadora. Eu simplesmente via muitas coisas acontecendo enquanto os outros estavam felizes. Eu era definitivamente uma criança feliz, mas eu via a dor das outras pessoas e notava o que elas estavam passando. Por isso era difícil para mim, enquanto criança, escrever músicas alegres."
Quando Johnson lançou seu primeiro site oficial em 1999, ela possuía duas demos online: "Sunshine Reigns" e "Dream About You" (este último sendo escrita para a série de televisão "Sinistro"). Em 2001, Alexz tinha como produtores musicais Johnny Elkins e CJ Vanston, na qual juntos produziram músicas mais leves e pops.

### Instant Star - Jude Harrison e seu CD Solo
Johnson cantou todas as músicas que sua personagem Jude cantou em Instant Star. Ela gravou trilhas sonoras para cada temporada de Instant Star, sendo eles: Songs from Instant Star, Songs from Instant Star Two, Songs from Instant Star Three, e Songs From Instant Star Four . Ela escreveu/co-escreveu 5 das músicas da trilha da primeira temporada, incluindo "24 Hours", "Let Me Fall", "Criminal, "Skin", e "That Girl", esta último sendo uma música que Alexz escreveu aos 14 anos. Ela não escreveu mais músicas para as próximas duas temporadas, focando na composição exclusiva para seu CD Solo.  Seu irmão Brendan continuo escrevendo músicas para a série.
A maioria das gravações originais para o primeiro álbum solo planejado foram escritas por Johnson no começo de 2005, mas ela ainda precisava encontrar uma gravadora para ajudar na criação e lançamento das canções. No início de 2006, Johnson anunciou sua saída da gravadora independente Orange Records, que havia lançado os dois primeiros álbuns de Instant Star, na busca de se firmar como artista e não haver comparações com Jude Harrison ou Instant Star.
Seu trabalho com Vanston e Elkins terminou em 2003, Johnson acabou trabalhando em demos com seu irmão Brendan o que deu a suas músicas uma nova direção, com uma letra mais profunda, guitarras, e um forte vocal. Esse era o tipo de música que ela enviou em seu CD demo aos produtores Instant Star em sua fita de audição.

### Deixando a Capitol Records
Após um show case em Nova York, Alexz se encontrou com diversas gravadores e produtores incluindo Martin Terefe, Guy Sigsworth e Marius DeVries. Eventualmente, Johnson escolheu Capitol Records, que permitiu a ela trabalhar com Paul Buckmaster sendo que seu irmão seria o produtor de todo o seu material nesta época.
Na composição do álbum, ela trabalhou com os escritores ingleses Martin Terefe e Sacha Skarbek assim como o produtor/compositor Brio Taliaferro. Em 25 de Julho de 2007, Johnson apareceu na versão canadense da MTV. Confirmando que todas suas canções haviam sido escritas e gravadas. Ela planejou ir atrás de uma gravadora nos próximos meses e desejava um lançamento do álbum no inverno do mesmo ano.
No dia 15 de Fevereiro de 2008, ela anunciou em seu MySpace que ela havia assinado com a Epic Records (pare do grupo Sony BMG), com expectativa de lançamento do álbum no outono. Tendo ouvido as primeiras seis canções, Stephen Stohn, no seu MySpace no dia 16 de Fevereiro de 2008, comentou o seguinte, "Elas são simplesmente incríveis – muito diferentes das canções de Instant Star, com muito mais ritmo, com uma batida quase que mundial."
Numa entrevista em 2008, ela descreve seu álbum como "pop com ritmos e influências mundiais ecléticas", citando influências dos artistas Paul Simon, Kate Bush, e Annie Lennox, e dizendo que ela estava "tentando achar uma maneira de deixar essas ótimas velhas canções mais jovens."

### Problemas com a Epic
O produtor do álbum se tornou Greg Wells depois Johnson e através dele Alexz conheceu Rob Wells, um dos escritores de Instant Star. O novo contrato com a Epic Records também afetou a trilha sonora de Instant Star 4, pois anova gravadora só permitiu a ela no máximo 4 músicas. Em seu MySpace no dia 15 de fevereiro de 2008, Alexz Johnson dizia estar planejando uma turnê extensiva para seu novo álbum, dizendo sobre suas músicas que, "Eu mal posso esperar para apresenta-lá ao vivo! Estou esperando ansiosa para ver a cara de todos vocês!". Johnson também começou a trabalhar com o multi instrumentalista Luis Conte e o legendário expert em cordas Paul Buckmaster.
No dia 11 de junho de 2008, Epic postava 5 músicas do futuro álbum de Alex Johnson em seu MySpace.
Em fevereiro de 2009 numa entrevista a Times-Colonist, um jornal da cidade de Victoria, Johnson anunciava que seu álbum estava completo, e que ela estava simplesmente esperando pelas mudanças da nova chefia de sua gravadora,  Amanda Ghost (que trabalhou com no álbum de Alexz). Ela esperava um lançamento do álbum em Setembro de 2009, seguidas de uma turnê em partes da Europa e América do Norte.
Antes da data de lançamento do álbum, Epic Records removeu Alexz da sua lista de artistas. Alexz depois deixou uma declaração da saída da Epic em seu novo site oficial lançado no dia 11 de agosto de 2009, dizendo "Epic havia liberado mais de trinta artistas de seus contratos e, la dee da... Eu sou uma desses artistas... ".  Ela confirmou que devido a perda do contrato com a  Epic Records, que ela estaria lançando um álbum independente totalmente diferente junto com seu irmão Brendan. Ela dizia que tem esperanças de que seu não lançado álbum algum dia veja a luz, mas não será agora, pois as músicas estão sob contrato com a Epic.

### Laydee Spencer Music, Inc. e planos futuros
Um lançamento independente que será feito por uma companhia que ela mesmo controla - Laydee Spencer Music - (Spencer é seu nome do meio). No dia 27 de Agosto de 2009, Johnson lançava uma lista em ordem alfabética das músicas que estariam em seu álbum, e mais tarde ela pedia a seus fãs para ouvir 5 clipes de suas músicas e recomendar qual seria seu primeiro single. As músicas online foram: "L.A. Made Me"; "Hurricane Girl"; "Voodoo"; "A Little Bit"; e "Trip Around the World". A música escolhida pelos fãs acabou sendo Trip Around the World.

## Turnê
Alexz Johnson havia planejado uma turnê pelos Estados Unidos para 2012, porém ela não tinha dinheiro suficiente. Esse fato possibilitou que a cantora fizesse uma arrecadação de dinheiro pelo site Kickstarter, na qual os fãs contribuíam comprando pacotes oferecendo chamadas de vídeo, vinis e CDs assinados, camisetas e até roupas usadas por ela na série Instant Star. Um fã chegou a comprar o pacote de $ 5,000 (equivalente à R$ 10,000) tendo em troca, shows particulares, cartões assinados, entre outros. Alexz conseguiu alcançar sua meta ($ 30,000) em apenas um dia, concluindo o projeto com mais que o dobro do esperado - 67,140 dólares.
Em 2013, a cantora realizou outra turnê pelos Estados Unidos. No mesmo ano, ela fez outra arrecadação para obter dinheiro suficiente para gravar seu novo EP, conseguindo novamente ultrapassar de sua meta.  Alexz também anunciou uma futura turnê pela Europa para 2014.

## Carreira cênica

### Sinistro
Com sua personalidade extrovertida, Alexz entrou para a carreira de atriz, fez alguns comerciais e um show case para um piloto chamado "Most Talented Kids". Ela fez uma audição para a série televisiva do Disney Channel Sinistro para a ultima temporada da série, os produtores da série precisavam de uma atriz que também pudesse cantar.
Alexz conseguia o papel imediatamente após seu teste. Mas este papel não era uma tarefa fácil, porque muitos fãs da série já estavam acostumados a uma historia diferente, não foi muito agradável ver a série mudar tão drasticamente de um clima mais pesado para um clima leve, e os fãs também estavam chateados com a saída da principal Cara DeLizia que decidiu sair antes da ultima temporada. Enquanto muitos fãs antigos da série se sentiam dessa maneira, a série não perdeu a audiência e a Alexz havia conseguido um grande número de fãs por suas habilidades artísticas.
Johnson continuou com mais alguns projetos artísticos, incluindo o papel de Angel no filme original da  Lifetime Selling Innocence (No Brasil “Inocência a Venda”) e também apareceu como convidada em séries como The Chris Isaak Show, Cold Squad e The Collector.

### Instant Star

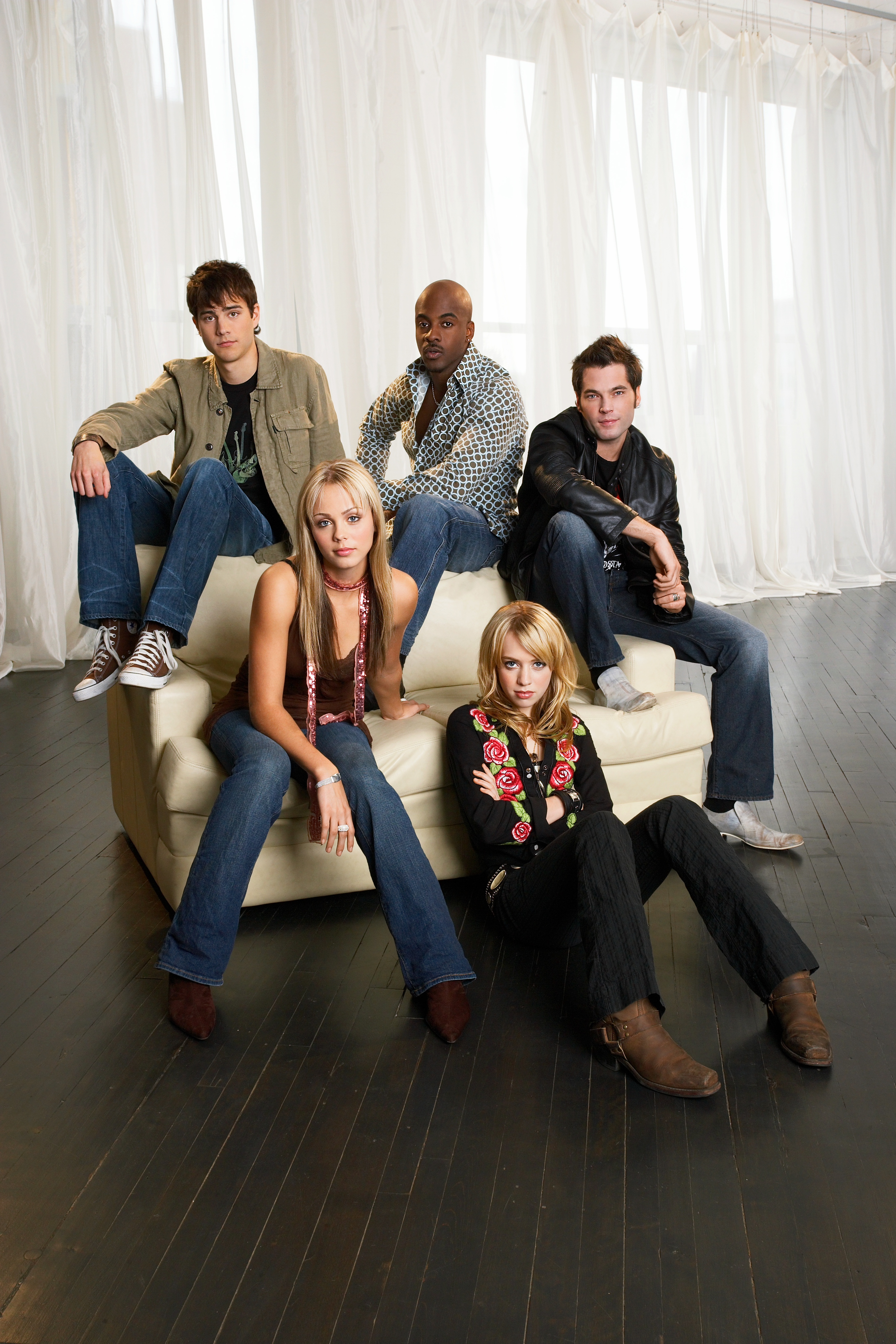
Foto do elenco de Instant Star (Créditos a Epitome Pictures).

Em 2004, Alexz enviou uma fita de audição aos produtores de Degrassi: The Next Generation para o seu próximo show Instant Star. Eles estavam especificamente procurando uma adolescente canadense atriz/cantora para fazer o papel de, Jude Harrison. A primeira fita que o produtor Stephen Stohn foi a de Alexz, e ele estava com certeza pensando que ela séria perfeita para o papel.  As audições continuaram, com Alexz conseguindo o papel.
Após a primeira temporada, Instant Star foi nomeado a 3 Gemini Awards (Canadian o equivalente ao Emmy Award). As indicações consistiam em (1) Melhor série; (2) Melhor atuação (Alexz Johnson); e (3) Melhor Direção (Graeme Campbell). O show venceu como melhor direção. Em 28 de agosto de 2007, o show recebia mais três indicações de Gemini Award – dois para melhor direção(Pat Williams e Graeme Campbell), e um para melhor atuação (Alexz Johnson, no episódio, "I Fought the Law").
Johnson também havia decidido fazer teste para o papel de Julie Christensonno filme Premonição 3 . Alexz apareceu para as audições, toda de preto, numa roupa “punk rock” e também havia relatos de estar com mau humor. Os produtores decidiram que ela seria perfeita para o papel de Erin Ulmer, uma personagem com uma péssima atitude. Esse não er um grande papel, mas ela o fez convincentemente, após o fim. Sua performance atraiu boas criticas, como por exemplo (escrita para o The Philadelphia Inquirer): "Os personagens são entediantes, você fica feliz de vê-los morrer. Exceto por dois: o casal gótico Ian (Kris Lemche) e Erin (Alexz Johnson). Ele é um sabichão cínico, como Dennis Miller com unhas pretas; e ela é como Parker Posey de delineador."
No dia 26 de agosto 2008, Alexz Johnson foi indicada pela terceira vez a um Gemini Award.  No dia 21 de outubro 2008, ganhando o premio por melhor atuação num programa ou série infanto-juvenil, pelo episódio de Instant Star Let It Be.
Johnson continuou com Instant Star por quatro temporadas, e esperava retornar com uma quinta. Mas isso foi interrompido quado CTV e The-N deixaram de patrocinar o programa, o que acabou com o cancelamento após a quarta temporada. Que permitiu que Alexz focasse em sua música.

## Vida pessoal
Alexz namorou o cantor e compositor Jimmy Robbins de 2010 até o final de 2011, após o lançamento de seu vídeo clipe oficial, Skipping Stone, na qual atuaram juntos como um casal. 
Em 2013, surgiram os primeiros indícios de que Alexz estava namorando Matt Mcwilliams, um antigo amigo da família da cantora. Ambos vieram a casar em 2017, na Escócia.
Em 2019, Alexz anunciou a sua primeira gravidez, meses após a perda da sua irmã. A sua filha, Ryan, nasceu em fevereiro de 2020. Atualmente, Alexz, Matt e a filha deles vivem no Canadá.

## Discografia

### Álbuns gravados
- Weight (2009)

Lançamento: Engavetado

Álbum está sob contrato de Epic Records.

Álbum está engavetado com a Epic Records até futuros acontecimentos.
- Voodoo (2010) - Lançado

Lançamento: 30 de Março de 2010

Single: Trip Around The World
- Realoded (2011) - Lançado

Single: Boogie Love
- Skipping Stone (2012)

Lançamento: 20 de Janeiro

Single: Skipping Stone

Produção: James Lewis

Formato: EP

### Trilhas sonoras
- Songs from Instant Star

Lançamento: Abril, 26, 2005
- Songs from Instant Star Two

Lançamento: Abril 4, 2006
- Songs from Instant Star Three

Lançamento: Julho 3, 2007
- Songs from Instant Star Four

Lançamento: Junho 17, 2008
- Instant Star: Greatest Hits

Lançamento: September 22, 2009

## Filmografia

### Filmes
| Ano  | Título                            | Papel                       | Notas     |
| ---- | --------------------------------- | --------------------------- | --------- |
| 2005 | Reefer Madness: The Movie Musical | The Arc-ettes               |           |
| 2005 | Falcon Beach                      | Menina da praia             | Telefilme |
| 2005 | Selling Innocence                 | Angel                       | Telefilme |
| 2006 | Final Destination 3               | Erin Ulmer                  |           |
| 2007 | Devil's Diary                     | Dominique Davies            | Telefilme |
| 2009 | Stranger with My Face             | Laurie Stratton / Lia Abbot | Telefilme |
| 2013 | House of Bodies                   | Kelli                       |           |

### Televisão
| Ano  | Título                        | Papel                          | Notas                    |
| ---- | ----------------------------- | ------------------------------ | ------------------------ |
| 2000 | Sinistro                      | Annie Thelen                   | 26 episódios (2000-2001) |
| 2001 | Express Yourself              | Ela Mesma                      | Série de televisão       |
| 2004 | The Chris Isaak Show          | Jennifer                       | Ep: "Taking Off"         |
| 2004 | The Collector                 | Isabelle Van Sant              | Ep: "The Ice Skater"     |
| 2004 | Cold Squad                    | Deirdre Spence / Tricia Spence | Ep: "Teen Angel"         |
| 2004 | Doc                           | Ally                           | Ep: "Till We Meet Again" |
| 2004 | Instant Star                  | Jude Harrison                  | 52 episódios (2004-2008) |
| 2005 | Sue Thomas: F.B.Eye           | Megan                          | Ep: "Bad Girls"          |
| 2006 | Kill Shot: The Making Of 'FD3 | Ela Mesma                      | Documentário             |
| 2006 | Planned Accidents             | Ela Mesma                      | Documentário             |
| 2009 | Smallville                    | Moça de Saturno / Imra Ardeen  | Ep: "Legion"             |
| 2011 | The Listener                  | Marissa Patterson              | Ep: "Jericho"            |
| 2011 | Haven                         | Moira Keegan                   | Ep: "Roots"              |